# Lindsdal
Lindsdal är en tätort i Kalmar kommun i Småland, belägen ca 10 km norr om centralorten Kalmar. Bebyggelsen består nästan uteslutande av småhus.

## Historia
De första husen byggdes runt den grusväg som gick norrut från Kalmar, idag Kalmarvägen, i slutet av 1800-talet. Där fanns bland annat villor, garverier och skomakeri. De flesta av dessa hus står kvar än idag längs Kalmarvägen. 
Garvaregården byggdes tidigt 1900-tal när det tidigare garveriet lades ned, och byggdes senare om till en kyrka, som idag står söder om Lindsdals centrum.
Med tiden växte bebyggelsen, och kopplades ihop från flera håll, och när den äldre bebyggelsen Förlösa mötte det nya Lindsdal lades Lindsdalsvägen som idag omringar orten.
År 1905 invigdes gudstjänstlokalen Milslund vars namn tillkommit av en milsten belägen nära lokalen. Milslund såldes 2009.

### Befolkningsutveckling
| Befolkningsutvecklingen i Lindsdal 1960–2020 | Befolkningsutvecklingen i Lindsdal 1960–2020 | Befolkningsutvecklingen i Lindsdal 1960–2020 | Befolkningsutvecklingen i Lindsdal 1960–2020 | Befolkningsutvecklingen i Lindsdal 1960–2020 |
| -------------------------------------------- | -------------------------------------------- | -------------------------------------------- | -------------------------------------------- | -------------------------------------------- |
|                                              |                                              |                                              |                                              |                                              |
| År                                           |                                              |                                              | Folkmängd                                    | Areal (ha)                                   |
| 1960                                         | 1960                                         |                                              | 271                                          |                                              |
| 1965                                         | 1965                                         |                                              | 867                                          |                                              |
| 1970                                         | 1970                                         |                                              | 1 594                                        |                                              |
| 1975                                         | 1975                                         |                                              | 4 219                                        |                                              |
| 1980                                         | 1980                                         |                                              | 5 901                                        |                                              |
| 1990                                         | 1990                                         |                                              | 5 881                                        | 358                                          |
| 1995                                         | 1995                                         |                                              | 5 836                                        | 361                                          |
| 2000                                         | 2000                                         |                                              | 5 669                                        | 361                                          |
| 2005                                         | 2005                                         |                                              | 5 520                                        | 361                                          |
| 2010                                         | 2010                                         |                                              | 5 510                                        | 359                                          |
| 2015                                         | 2015                                         |                                              | 5 709                                        | 403                                          |
| 2020                                         | 2020                                         |                                              | 5 977                                        | 409                                          |
| Anm.: Sammanvuxen med Förlösa 1965           |                                              |                                              |                                              |                                              |

## Samhället
Väster om Lindsdalsvägen ligger Förlösa stationssamhälle som har sitt ursprung från byarna Baltorp och Borshorva och sträcker sig några hundra meter utmed Förlösavägen. Här finns Förlösa Folkets Hus som används som bordtennislokal men även till festligheter.  
I Lindsdals centrum finns Ica Supermarket, en vårdcentral, ett bibliotek, en pizzeria, en frisör, en sporthall, en fritidsgård, ett apotek och ett kafé. 
Söder om Lindsdals centrum finns området Kroppkakan som består av mindre villor i liknande färger. 
I Lindsdal finns ett flertal fotbollsplaner. Utmed Kalmarvägen ligger den numera nedlagda Majavallen som i folkmun kom att kallas A-plan. Här spelade Lindsdals IF:s herr- och damlag sina matcher innan de flyttade till den konstgräsbelagda Fjölebro IP i utkanten av sydöstra Lindsdal. Vid Lindsdals centrum ligger den välanvända B-plan där såväl skolgymnastik som ungdomsfotboll utövas. I sydvästra delen av Lindsdal, i slutet av Gästgivarvägen, ligger Gästgivarplan som förutom till lekmansfotboll även används för träning av Lindsdals IF:s yngsta åldersklasser. Vid Sjöängsskolan finns även grusplanen Stenmjölsplan som används till vinterträning.

## Skolor
Lindsdalsskolan ligger väster om Lindsdals centrum. Öster om Kalmarvägen ligger Sjöängsskolan.
Högstadieungdomar i Lindsdal går numera på Lindsdalsskolan sedan hopslagningen av Sjöängsskolan och Lindsdalsskolan genomfördes 2005.

## Sport
Lindsdals IF är den största idrottsföreningen i Lindsdal. Klubbens stora sport är fotboll där damlaget på 1990-talet låg i Allsvenskan och herrlaget i nuvarande läge spelar i division 3 sydöstra götaland. I klubbens regi utövas även bordtennis. I klubben CL98IC spelar man innebandy. 
Ett par kilometer sydöst om Lindsdal ligger Kalmar Golfklubb som rankas som en av Sveriges bästa och som 2010 utsågs till Årets Golfklubb.

## Kända personer från Lindsdal
- Erik Israelsson, f.d fotbollsspelare i Kalmar FF
- Bo Johansson, fotbollstränare
- Cecilia Sandell, fotbollsspelare
- Johan Ramström, svensk låtskrivare och artist
- Bengt Kronblad, tidigare riksdagsman (S)
- Hans Villius, professor och historiker
- Filip Sachpekidis, fotbollsspelare i Landskrona BoIS.